# Einheit (Militär)
Als Einheit (Einh) wird in der Bundeswehr der kleinste Truppenteil und die unterste militärische Gliederungsform (Formation) bezeichnet. Mehrere Einheiten werden in der Regel zu einem Verband (Bataillon oder Regiment) zusammengefasst. Einheiten, die nicht Bestandteil eines Verbandes sind, werden als selbständige Einheiten bezeichnet.
In historischen Zusammenhängen oder mit Bezug auf Streitkräfte anderer Länder kann mit Einheit auch ein Verband oder eine Teileinheit gemeint sein. Im Englischen bezeichnet das sprachäquivalente Wort unit allgemein einen Truppenteil.

## Einheiten in der Bundeswehr
Je nach Teilstreitkraft/OrgBereich und Truppengattung werden
- Kompanien,
- Batterien,
- Staffeln,
- Eskadronen,
- Boote und
- Inspektionen

als Einheiten verstanden.
Der Führer („Chef“) besitzt Disziplinarbefugnis. Die Führungsebene einer Einheit koordiniert im Sinne des Auftrags des übergeordneten Verbandes die Gefechtshandlungen der untergeordneten Teileinheiten (Züge, Gruppen oder Trupps).

## Bedeutung von Einheiten
Mit der Überschaubarkeit von Einheiten werden taktische, soziale und führungstechnische Vorteile verbunden. So war im deutschen Heer unmittelbar vor dem Ersten Weltkrieg eine Einheit definiert als „das kleinste Glied eines Truppenkörpers, welches noch selbstständig im Gefecht auftreten, eine einfache Gefechtsaufgabe durchführen kann, deren Individuen vom Führer noch persönlich gekannt werden. Schließlich soll eine taktische Einheit im Gefecht noch von einem einzelnen Führer mit der Stimme geleitet werden können.“
Nicht zuletzt erwartet die Militärsoziologie von der Stabilität und Überschaubarkeit sozialer Beziehungen innerhalb einer Einheit einen positiven Einfluss auf die Kampfmoral der Soldaten und gibt Empfehlungen, wie dieser Effekt zu erzielen ist.